# إيليان سيميونوف
إيليان سيميونوف هو لاعب كرة قدم بلغاري في مركز الهجوم، ولد في 12 يناير 1974. لعب مع ليفسكي صوفيا.